# Luigi Pirandello
Luigi Pirandello (Agrigento, Sicilija, 28. lipnja 1867. – Rim, 10. prosinca 1936.), talijanski književnik, pripovjedač i dramski pisac. Godine 1934. dobio je Nobelovu nagradu za književnost.
Djela su mu prožeta tragičnim humorom, a u njima iznosi ideje o iluzornosti realnog života i realnosti subjektivnih iluzija. Sve drame je sakupio u zbirci Gole maske. Najpoznatija drama mu je Šest lica traži autora.

## Životopis
Luigi Pirandello rođen je u sicilijanskom gradu Agrigentu 28. lipnja 1867. u imućnoj obitelji industrijalca. Osnovnoškolsko obrazovanje dobio je kod kuće, a nakon što se njegova obitelj 1880. preselila u Palermo, Pirandello je tu pohađao gimnaziju, te studij prava i filozofije. Godine 1887., za vrijeme boravka u Rimu, Pirandello nastavlja studij književnosti. Tijekom studija objavljuje svoju prvu zbirku poezije naslovljenu Veselo zlo (1889.). Za vrijeme studija, na sveučilištu se sukobljava s jednim profesorom i odlazi u Bonn kako bi nastavio studij. Godine 1891. diplomira i prihvaća mjesto lektora talijanskog jezika na bonskom sveučilištu.
Već sljedeće godine, Pirandello se vraća u Italiju, točnije u Rim, gdje se kreće u umjetničkim i književnim krugovima. Po povratku u Italiju, 1894., izlazi mu zbirka pripovijedaka Ljubavi bez ljubavi. Iste te godine, Pirandello se ženi s Antoniettom Portulano, kćeri Pirandellova poslovnoga partnera, s kojom je imao troje djece. Nakon rođenja Pirandellovog trećeg djeteta, supruga je doživjela živčani slom, te je hospitalizirana. No, unatoč tome, Pirandello je inzistirao da njegova supruga ostane na kućnoj njezi, a prema mišljenju kritike, ta bolest je uvelike utjecala na tematsku preokupaciju njegovih djela. Godine 1903., obitelj Pirandello na Sicliliji ekonomski propada, što još više otežava Luigijevu brigu o supruzi.
Godine 1897. Pirandello prihvaća mjesto profesora talijanske književnosti na Pedagoškoj akademiji u Rimu. Sljedeće godine, Pirandello s dvojicom prijatelja pokreće časopis Ariel, u kojem objavljuje svoje prvo dramsko djelo Epilog, te niz novela.
Godine 1901. izlazi Pirandellov prvi roman - Izopćena, napisan 1893. pod naslovom Marta Ajala. Godine 1904., izlazi Pirandellov najpoznatiji i najbolji roman - Pokojni Mattia Pascal. Taj roman odmah mu je po izlasku donio slavu. Već sljedeće godine preveden je na njemački jezik, a kasnije i na druge jezike. No, roman je značajan prvenstveno po tome što je najavio jednu od opsesivnih tema Pirandellova opusa: problematičnu i relativnu prirodu odnosa između fikcije i zbilje, između umjetnosti i života, između vjerojatnog i stvarnog. No, svjetski slavan postao je zahvaljujući svom dramskom opusu kojim je, uz autore kao što su Henrik Ibsen i August Strindberg, izvršio golem utjecaj na razvoj moderne drame. Iz tog opusa izdvajaju se djela poput Šest lica traži autora, Večeras improviziramo i Henrik IV.
Godine 1908. Piranedllo izdaje dva eseja - Humorizam i Umjetnost i znanost. Već sljedeće godine izlazi Stari i mladi, njegov 3. roman. Po tiskanju romana, Pirandello uspostavlja suradnju s prestižnim dnevnim listom Corriere della Sera, koju će nastaviti sve do smrti. Nakon dvije godine, 1911., izlazi Njezin muž, Pirandellov 4. roman.
Godine 1915. nije bila dobra za Pirandella. Sin Stefano Pirandello završio je u ratnom zarobljeništvu za Prvog svjetskog rata, supruzi mu se pogoršava zdravstveno stanje, a umire mu i majka. Te iste godine pune nesreća, Pirandello izdaje nekoliko zbirki novela i roman Snima se. Godine 1918. Pirandello piše komade Igra uloga i Ali to nije ozbiljno prema kojem se 1920. snimio i film.
Godina 1921. bila je veliki uspjeh na njegovo najpoznatije djelo - Šest lica traži autora. Dana 10. svibnja rimski Teatro Valle izvodi premijeru djela, a 27. rujna iste godine isto djelo izvodi se u milanskom Teatro Manzoniju. Te iste godine, izdavačka kuća Bemporad iz Firence objavljuje prvo tiskano izdanje drame.
Pirandellovih Šest lica dočekala su svoju prvu međunarodnu premijeru u londonskom Stage Societyu 1922. Iste godine, Pirandello tiska svoju dramu Henrik IV. Već sljedeće godine, druga međunarodna premijera Šest lica, i to u Francuskoj.
Sljedeće godine, 1924., događa se najsporniji događaj u Pirandellovom životu - postaje član Mussolinijeve Talijanske fašističke stranke. O svom spornom učlanjenju u stranku Pirandello je odgovirio rečenicom: Fašist sam jer sam Talijan.
Pirandello po učlanjenju odlučuje izmijeniti svojih Šest lica. To čini 1925. i da je to izmijenjeno izdanje izdavačkoj kući Bamporad koja to izdanje tiska već iste godine. Kao član vladajuće stranke u Italiji, Pirandello je imao dosta privilegija koje ostali umjetnici nisu imali. Na primjer, 1925. sa sinom i par drugih pisaca, Pirandello osniva Teatro dell'Arte u Rimu. Također je odlučio sam režirati izvedbu drame, koja je održana u Teatro Odescalchiju 18. svibnja 1925. Te privilegije nisu bile dostupne umjetnicima koji nisu bili članovi fašističke stranke. Godine 1925. objavljuje i svoj roman Jedan, nijedan i sto tisuća. Kao jednom od vodećih umjetnika i pisaca tog doba, Pirandello 1928. dobiva čast da postane članom Talijanske akademije. Tu čast udijelio mu je sam Duce.
Sljedeće godine u Hollywoodu se priprema filmska ekranizacija još jednog njegovog djela - Kakvu me ti želiš, s Gretom Garbo i Erichom von Stroheimom u glavnim ulogama. Sljedeće godine objavljuje svoju dramu Večeras se improvizira.
Godine 1934. Pirandello je okrunio svoj rad i književni opus tako što mu je Švedska akademija dodijelila Nobelovu nagradu za književnost. Nagradu je dobio "zbog svog odvažnog i domišljatog oživljavanja dramske i scenske umjetnosti."'.
Sljedeće godine piše svoje zadnje veće djelo - dramu Gorski divovi, koja je ostala nedovršena. Pirandello kasnije oboljava od upale pluća. Ta bolest, koja je tada bila neizlječiva, uzrokovala je Pirandellovu smrt 10. prosinca 1936. godine u Rimu.